# La Rinconada, Amatenango de la Frontera
La Rinconada är en ort i Mexiko.   Den ligger i kommunen Amatenango de la Frontera och delstaten Chiapas, i den sydöstra delen av landet, 900 km sydost om huvudstaden Mexico City. La Rinconada ligger 1 609 meter över havet och antalet invånare är 426.
Terrängen runt La Rinconada är bergig åt sydost, men åt nordväst är den kuperad. Runt La Rinconada är det ganska tätbefolkat, med 108 invånare per kvadratkilometer. Närmaste större samhälle är Frontera Comalapa, 18,8 km norr om La Rinconada. I omgivningarna runt La Rinconada växer huvudsakligen savannskog.